# Луїза Марія Бурбон-Сицилійська
Луїза Марія Амалія Тереза Бурбон-Сицилійська (італ. Luisa Maria Amalia Teresa di Borbone, Luisa Maria di Borbone-Napoli), 2 липня 1773 — 19 вересня 1802) — неаполітанська та сицилійська принцеса з династії Бурбонів, донька короля Неаполю та Сицилії Фердинанда III та ерцгерцогині Марії Кароліни Габсбург, перша дружина великого герцога Тосканського Фердинанда III.

## Біографія
Народилась 2 липня 1773 року у Королівському палаці Неаполю. Була другою дитиною та другою донькою у родині короля Неаполю та Сицилії Фердинанда III та його першої дружини Марії Кароліни Австрійської. Хрещеними батьками новонародженої стали герцог Парми Фердинанд I і його дружина Марія Амалія Австрійська та французький король Людовик XVI із дружиною Марією Антуанеттою. Дівчинка мала старшу сестру Марію Терезу. Згодом сімейство поповнилося п'ятнадцятьма молодшими дітьми, з яких дорослого віку досягли доньки Марія Крістіна, Марія Амелія та Марія Антонія й сини Франческо та Леопольдо.
Дівчина не була вродливою. У 1790 році художниця Елізабет Віже-Лебрен писала портрети королівської родини в Неаполі, після чого зауважила:«Принцеса Луїза Марія була надзвичайно некрасивою, і я б із задоволенням не кінчала її портрет, але врешті-решт я видозмінила деякі риси принцеси, аби зробити її хоча б презентабельною».
У віці 17 років Луїза Марія була видана заміж за 21-річного кронпринца Тоскани Фердинанда. Разом із ними брали шлюб її старша сестра зі старшим братом Фердинанда. Наречені були кузенами як з батьківського, так і з материнського боку. Спочатку планувалося, що Луїза Марія стане дружиною Франца, але її родина була схвильована подібним вибором, оскільки вважала її «трохи неповноцінною, хоч і дуже витонченою». Шлюб за домовленістю був укладений 15 серпня 1790 у Неаполі. Вінчання пройшло 19 вересня 1790 у Відні. Батько нареченого за кілька днів після цього прийняв корону Священної Римської імперії під іменем Леопольда II і передав правління Тосканою синові. 

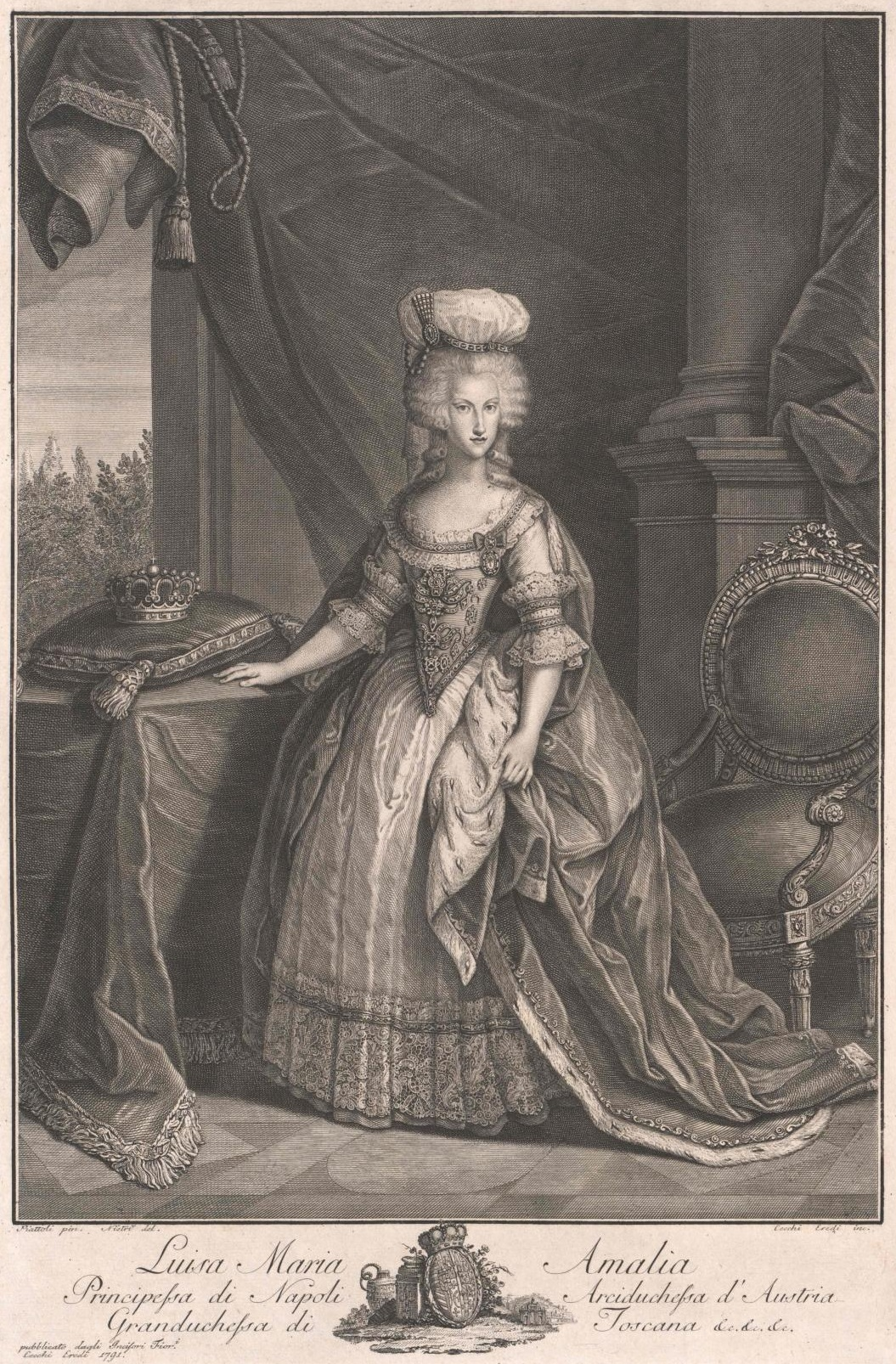
Луїза Марія на гравюрі

8 квітня 1791 року пара прибула до Флоренції, де була зустрінута пишними святкуваннями. Резиденцією подружжя було палаццо Пітті. При дворі зовнішність великої герцогині викликала неприємні коментарі, однак були і ті, хто стверджував, що своєю добротою до всіх вона примусила забути про цей недолік.
У пари народилося шестеро дітей, з яких живими були
В ході французьких революційних воєн Тоскана у 1796 році була окупована військами Бонапарта. Втім, Фердинанд III залишився на престолі, оскільки визнав Французьку республіку та оголосив про нейтралітет великого герцогства. Проте вже у березні 1799 року правляче сімейство було змушене тікати до Відня. На більшій території Тоскани Наполеон у 1801 році створив Етрурське королівство. Згідно Аранхуеського договору договору він компенсував Бурбонам втрати, передавши їм землі, конфісковані у Зальцбурзького архієпископа.
Луїза Марія пішла з життя наступного року при пологах у палаці Гофбург. Її поховали з мертвим сином на руках у крипті Фердинанда в Імператорському склепі Капуцинеркірхе.
У 1814 році Фердинанду повернули престол Тоскани. Він оженився вдруге майже через двадцять років після смерті Луїзи Марії.

## Родина

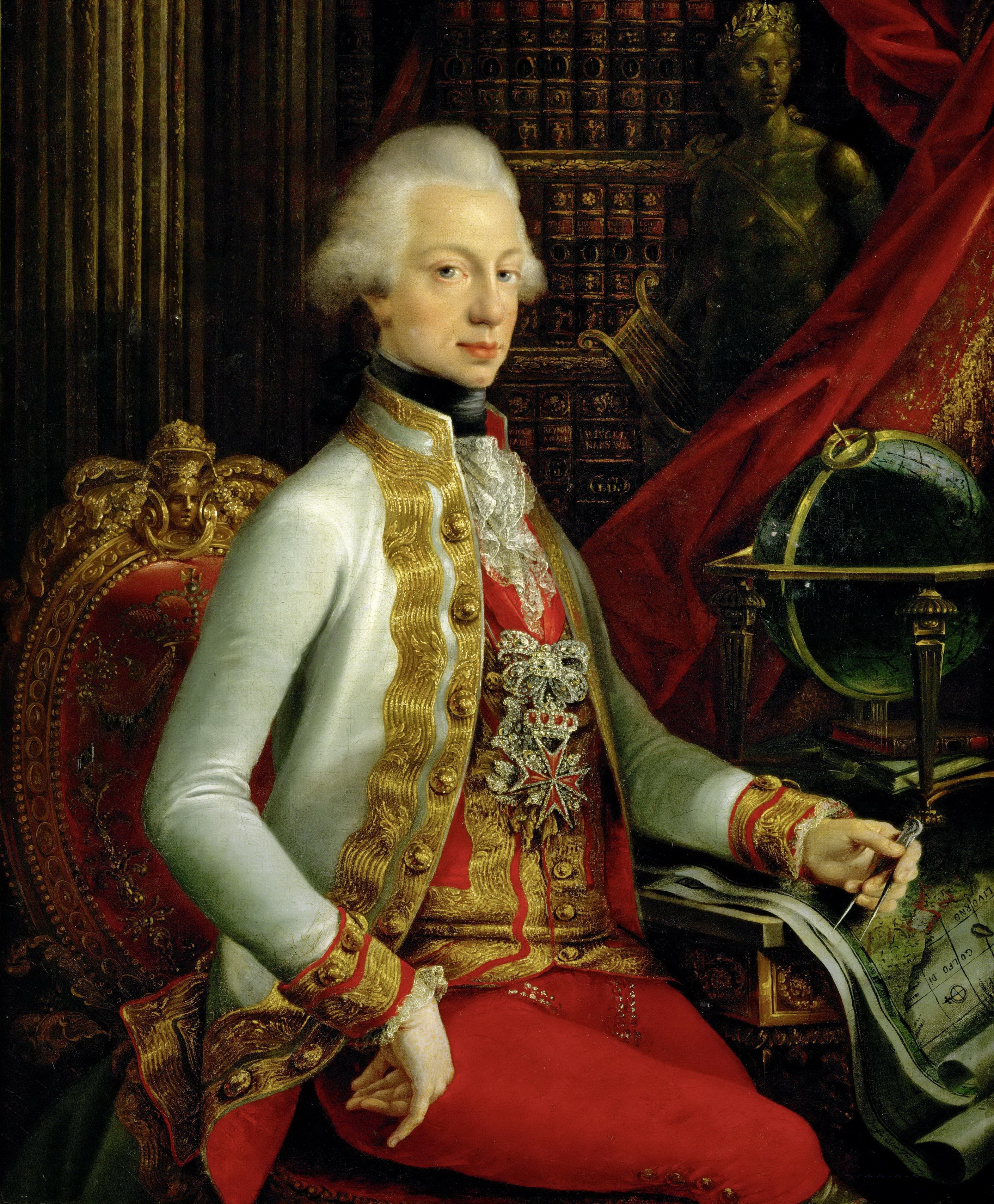
Портрет Фердинанда III пензля Й. Дорфмейстера, 1797

Чоловік Фердинанд III, великий герцог Тосканський
Діти:
- Кароліна (1793—1802) прожила 8 років;
- Франческо (1794—1800) прожив 5 років;
- Леопольд (1797—1870) — великий герцог Тоскани у 1824—1859 роках, ерцгерцог Австрійський, був двічі одруженим, мав чотирнадцятеро дітей від обох шлюбів;
- Марія Луїза (1799—1857) одружена не була, дітей не мала;
- Марія Тереза (1801—1855) — дружина короля Сардинії Карла Альберта, мала трьох дітей.

## Нагороди
- Благородний орден Зоряного хреста.